# Copy of A
«Copy of A» (в переводе с англ. — «Копия») — сингл американской индастриал-рок-группы Nine Inch Nails, выпущенный в поддержку восьмого студийного альбома Hesitation Marks. С 13 августа 2013 года ограниченное время сингл был доступен для бесплатного скачивания с сайта Amazon.com американским и британским интернет-пользователям. Также «Copy of A» был в свободном доступе для сделавших предзаказ альбома Hesitation Marks на Amazon.com. Впервые песня прозвучала на одном из концертов гастрольного тура Twenty Thirteen Tour, почти за две недели до своего студийного релиза.

## О композиции
Песня «Copy of A» имеет весьма необычное звучание для Nine Inch Nails. При записи композиции использовался аналоговый синтезатор Swarmatron, который Трент Резнор и Аттикус Росс ранее использовали при работе над саундтреком к фильму «Социальная сеть».
Песня исполнена в миноре.

## Отзывы критиков
Музыкальные критики тепло встретили песню. Марк Хоган из Spin положительно оценил «Copy of A», назвав её «яркой» и «волнующей». Обозреватель музыкального сайта Gigwise Эндрю Тренделл описал звучание композиции как «эпическое» и «тёмное». Также Тренделл высоко оценил поднимающуюся в песне тему, назвав «Copy of A» «борьбой за индивидуальность». Обозреватель австралийской интернет-радиостанции Triple M Network заявил, что «Трент Резнор делает что-то новое, оставаясь верным своим корням». Аналогичное мнение высказал Форрест Уикман из Slate. Уикманн посчитал, что песня это «обновлённое звучание старых NIN». Он также высоко оценил звучание драм-машины и синтезатора Swarmatron. Журналист Fact описал композицию как «леденящее техно» , в то время как Кэти Хэтси из Hitfix положительно отозвалась о мягком вокале Трента Резнора в песне.

## Список композиций
1. «Copy of A» (Трент Резнор) — 5:23

## Участники записи
- Трент Резнор — вокал, клавишные, синтезатор Swarmatron, перкуссия, гитара, продюсирование
- Линдси Бакинхэм — гитара
- Пино Палладино — бас-гитара
- Илан Рубин — том-том
- Аттикус Росс — продюсирование
- Алан Молдер — продюсирование

## Позиции в чартах
| Чарт (2013)              | Высшая позиция |
| ------------------------ | -------------- |
| Мексика (Mexico Airplay) | 41             |

## Дополнительные факты
- «Copy of A» вошла в саундтрек к компьютерной игре FIFA 14[14].